# Acculturation

Les quatre formes essentielles d'acculturation: 1- Ségrégation, 2- Intégration, 3- Assimilation, 4- Marginalisation

Ne doit pas être confondu avec inculturation.
 (décembre 2009).
En sociologie, l'acculturation, ou transport d'idées, désigne les phénomènes qui résultent du contact continu et direct entre groupes d'individus ayant des cultures différentes, ainsi que les changements qui se produisent dans les cultures originelles des deux groupes ou de l'un d’entre eux. Les processus en jeu dans ces rencontres sont principalement : le décalage culturel, la résistance et l'intégration. Ce concept fait l'objet de recherches en anthropologie, en histoire, en sociologie, en sociolinguistique (diglossie) et en psychologie.
Sa définition classique, proposée par Redfield, Melville Herskovits et Linton, et adoptée lors du mémorandum du Social Science Research Council de 1936, est « ensemble des phénomènes qui résultent d’un contact continu et direct entre des groupes d’individus de cultures différentes et qui entraînent des changements dans les modèles culturels originaux de l'un ou des autres groupes ».
Les chercheurs en sciences humaines et sociales s'intéressent aux problématiques portant sur les contacts interculturels et plus particulièrement à leurs effets sur les groupes et les individus, en privilégiant les difficultés d'adaptation et d'intégration des migrants.
Dans les années 1980, plusieurs chercheurs français (Mbodj, Vasquez ou encore Clanet) soulignent les limites de ce concept. Dans le champ de la psychologie en particulier, Clanet insiste sur la nécessité de repenser la question de la rencontre interculturelle, plus particulièrement celle du changement psychoculturel, en tenant compte de son caractère complexe, ambivalent et paradoxal. Clanet est ainsi à l'origine, avec d'autres chercheurs en psychologie interculturelle, d'un nouveau concept, celui d'« interculturation ».

## Histoire
À partir de la fin du XIXe siècle, des mouvements de population importants ont entraîné des mutations de nos sociétés tant aux niveaux économique et social que politique.
Utilisé pour la première fois par John Wesley Powell en 1880 dans ses études sur les immigrants aux États-Unis, le terme d'« acculturation » a été repris par les anthropologues nord-américains. Les Anglo-Saxons lui préfèrent celui de « cultural change » et les Espagnols celui de « transculturation » (F. Ortiz), alors que les Français utilisent « interpénétration des civilisations ». Mais le vocabulaire nord-américain finit par s'imposer. Dans la langue anglaise, le mot « acculturation » désigne l'adoption et l’assimilation d’une culture étrangère.
L'acculturation désigne essentiellement la transformation des systèmes culturels en contact. Une typologie de ces contacts peut être proposée à partir des indicateurs suivants :
- cerner les modèles d’acculturation résultant de ces interactions ;
- analyser les processus en jeu lors de ces rencontres (résistances, forme de leur intégration dans les cultures d'origine) ;
- repérer les mécanismes psychologiques mobilisés par les individus pour gérer le décalage culturel.

Ces divers indicateurs ont toujours retenu l'attention des chercheurs, entre autres : Abou, Bastide, Devereux, Berry, tous soucieux d’appréhender les variations d'acculturation. Néanmoins, bien que ce concept d'acculturation soit toujours très présent dans les travaux sur le changement culturel, certains chercheurs émettent des réserves.

## Biais idéologique
Ana Vásquez-Bronfman, dans un article de 1984, analyse la dimension idéologique qui marque les cadres théoriques et les démarches méthodologiques. Elle montre que les études sur l'acculturation développent toujours une conception linéaire, unilatérale, mécaniste du changement, l'inscrivant dans des relations asymétriques dominant-dominé ; la culture dominante s'offrant comme modèle à adopter par les individus de la culture dominée qui acceptent ou non de s’y conformer.
Elle souligne aussi l'ethnocentrisme des chercheurs occidentaux privilégiant dans leurs travaux les indicateurs qui tendent à mesurer le degré, le potentiel d'assimilation des groupes minoritaires à leur culture, seule solution jugée bénéfique puisqu'elle les engagerait dans la modernité. Dans cette perspective où la culture du dominé est appréhendée à l’aune des codes culturels du chercheur, l'acculturation se traduit alors pour Paula Lew-Fai « comme le processus d'intériorisation des normes de la culture dominante ». Cette dérive des chercheurs trouve peut-être son origine dans les toutes premières études sur l'acculturation qui ont été menées à des fins politiques.
En tant qu'idéologie dominante, le Néolibéralisme est désigné par des sociologues, anthropologues ou philosophes comme étant le nouveau cadre impérialiste d'implémentation de stratégies d'acculturation,,.
John Wesley Powell, d'abord, dont tous les travaux ont consisté à mieux comprendre les mécanismes susceptibles de favoriser l'assimilation rapide et efficace des valeurs occidentales pour américaniser les indiens et les nouveaux immigrants. Malinowski, ensuite, qui met son génie scientifique au service de la réussite de la colonisation. Cet intérêt pour « l'acculturation dans le seul sens d'occidentalisation » (Roger Bastide) trouve toujours un écho, après les années 1950, dans les travaux sur le changement culturel des pays qui accèdent à leur indépendance (Balandier). Parallèlement, les recherches sur les migrants dans les pays européens se multiplient et portent, elles aussi, essentiellement sur le repérage des conditions sociales, politiques et psychologiques qui faciliteraient ou non leur intégration (pris dans le sens d'assimilation) dans la société d'accueil.

## Épistémologie
Si Clanet va dans le sens de Vasquez, ses réserves à l'égard du concept d'acculturation portent aussi sur la nécessité pour la psychologie de réfléchir à ses propres concepts, à partir des cadres théoriques qui lui sont spécifiques, pour penser le changement psychoculturel.
L'acculturation, rappelle-t-il, relève du champ de l'anthropologie, culturelle plus particulièrement. Elle reste marquée par les orientations théoriques et épistémologiques du courant culturaliste américain. Son étude, comme le montrent Roger Bastide et Vasquez, s'est longtemps focalisé sur l'analyse de certains « traits » culturels pris isolément, oubliant qu'une culture est un tout, un système organisé et structuré où tous les éléments sont interdépendants, comme l’ont montré les anthropologues de l'école « culture et personnalité ». De plus, l'insistance à vouloir présenter la continuité des cultures, en particulier occidentales, malgré les apports des minorités par réinterprétations, restructurations, facteurs de changements, renvoie à une conception essentialiste de la culture, chère aux culturalistes. Enfin, l'empreinte du behaviorisme est toujours présente, à travers une approche passive du sujet qui se trouve soumis à la puissance de son environnement culturel, qu'il soit celui dans lequel il s’est enculturé ou celui dans lequel il évolue après sa migration. Dans ce dernier cas, toutes ses conduites, malgré ses stratégies de résistance, d'adaptation, de compromis, aboutiraient à l'assimilation à laquelle ni lui, ni surtout sa descendance ne pourraient échapper (Hallowell, Pélicier).
Pour dépasser ces ambiguïtés liées au concept d'acculturation, Ana Vásquez-Bronfman souligne que les chercheurs latino-américains l'ont remplacé par celui de transculturation qu’elle définit comme « l'étude des processus qui résultant du conflit déclenché quand un groupe d'individus établit, pour un laps de temps relativement long, souvent de durée indéterminée, des rapports de pouvoir avec d'autres individus de cultures différentes ». Pour elle, plusieurs éléments plaident en faveur de l'adoption de ce nouveau concept, aidant ainsi la compréhension du changement culturel :
- la centration sur les processus en jeu sans préjuger du résultat de la transformation.
- la prise en compte nécessaire des conflits comme facteur dynamique de la transculturation, du fait des attentes et exigences contradictoires auxquelles les groupes minoritaires sont soumis et par rapport auxquels ils doivent se déterminer.
- l'appréhension de ce processus en analysant les rapports de pouvoir qu'entretiennent les groupes en présence.

Mais tout comme le processus d'acculturation, ce concept marque ses limites car il reste centré, notamment sur les groupes minoritaires sans envisager les transformations possibles des populations de la culture dominante qui sont confrontées, elles aussi, à la différence de l'autre. De ce fait, c'est en partie pour combler cette lacune que Clanet propose le concept d'interculturation.
L'acculturation est un concept complexe qui peut être appréhendé différemment selon la science sociale qui l’utilise.

## Le modèle des stratégies d'acculturation de Berry
Selon les chercheurs Redfield, Linton et Herskovits, l'acculturation renvoie à « l'ensemble des phénomènes résultant d’un contact continu et direct entre groupes d'individus appartenant à différentes cultures et aboutissant à des transformations qui affectent les modèles culturels originaux de l'un ou des deux groupes ». Bien qu'en principe les changements soient mutuels, il existe généralement un groupe qui domine, autrement dit le groupe dominant, qui jouit d'une influence culturelle plus forte que l’autre groupe ; le groupe dominé, souvent composé de migrants et de leurs descendants.
L'individu dans une situation d’acculturation utilise plusieurs stratégies pour s’adapter à la nouvelle société. Ces stratégies comprennent : les attitudes d'acculturation, relatives au positionnement de l'individu entre les deux cultures en contact, le niveau comportemental, qui concerne les changements de comportements individuels et de conduites sociales dans la nouvelle société (Sabatier et Berry). Certaines situations d'acculturation sont sources de difficultés et induisent le stress d'acculturation (Berry, Sabotier, Sam).
Le choix des stratégies d'acculturation se fait d’abord en fonction du positionnement de l'individu entre sa culture d'origine et celle de la société d’accueil. Selon Berry, le niveau attitudinal détermine le niveau comportemental et le stress d'acculturation. L’individu se positionne entre les cultures en contact selon deux dimensions : la première concerne la volonté d'avoir des contacts et des participations avec la société d'accueil et d’adopter ses valeurs. La deuxième est liée au maintien de la culture d'origine, de l'identité culturelle et de ses coutumes au sein de la société d'accueil. Ces dimensions peuvent être formulées en deux questions que se pose généralement un individu d'origine immigrée ou faisant partie d’une minorité culturelle :
1. Faut‐il maintenir sa culture et son identité d'origine ?
2. Faut‐il avoir des contacts avec les membres de la société d'accueil et participer à la vie sociale de cette société ?

Le croisement des réponses « oui » ou « non » à ces questions permet de classer le choix de l'individu en quatre stratégies d'acculturation, représentées dans le tableau 2.

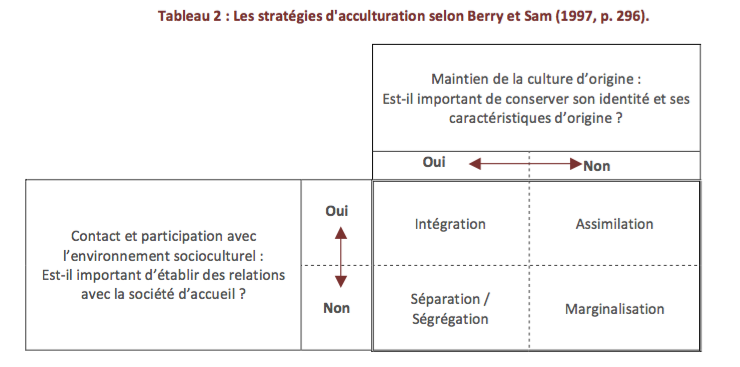
AMIN A. (2012). Stratégies identitaires et stratégies d'acculturation : deux modèles complémentaires. Alterstice, 2(2), p. 108

Dans l'intégration, l'individu veut à la fois maintenir sa culture et son identité d'origine et avoir des contacts avec la société d'accueil. Il participe ainsi à la vie sociale dans la société d’accueil tout en conservant sa culture d’origine. Dans ce cas, il existe plusieurs groupes ethniques distincts, coopérant tous au sein du système social général; le modèle multiculturel canadien en est un exemple (Guimond). L'individu peut alors mélanger les valeurs de sa culture d'origine et celles de la culture de la société d'accueil.
Avec l’assimilation, l'individu abandonne son identité et sa culture d’origine et cherche à établir des relations avec la société d'accueil. Il adopte alors la culture de la société d'accueil au détriment de sa culture d'origine. Cela peut conduire à l'absorption du groupe d'acculturation par le groupe dominant. (Sabatier et Berry)
Par la séparation, l'individu cherche à conserver son identité et sa culture d'origine, tout en évitant volontairement des interactions ou des relations avec la société d’accueil. Si cette absence de relation avec la société d’accueil est imposée par cette société elle-même, on parlera davantage de « ségrégation ». Comme Berry et Sabatier le font remarquer, c'est l'origine du choix (libre ou imposé) qui détermine ici la stratégie (séparation ou ségrégation).
Enfin, la marginalisation conduit l'individu à perdre son identité culturelle sans pouvoir établir des interactions ou des relations avec la société d'accueil. Plusieurs chercheurs parlent dans ce cas d'identité aliénée (Sabatier et Berry). Cette situation est difficile à cerner et s’accompagne de confusion identitaire collective et individuelle, voire d'angoisse. Elle relève plutôt de situations pathologiques et pourrait être le résultat de discrimination et d'exclusion à l’égard de l'individu migrant (Berry).

## L'acculturation en géographie
En géographie, il y a un lien entre le concept d'acculturation et le phénomène de la migration. En effet, le déplacement d'un individu ou d'un groupe d'individus engendre souvent un processus d'acculturation dans le pays d'accueil.
L'acculturation peut être expliquée dans un contexte de migration humaine. La migration désigne « le déplacement volontaire ou non d'individus ou de populations d'un pays dans un autre ou d'une région dans une autre, pour des raisons économiques, politiques ou culturelles ». Cette dernière a évolué avec le temps et a créé plusieurs typologies : la migration économique ou politique, la migration de contrainte ou volontaire. Peu importe les raisons de la migration, un processus d'acculturation de l'individu ou du groupe d'individus dans la société d'accueil se créer et varie dans la durée et dans la forme selon différents facteurs.
Selon Selim Abou qui s'est intéressé au phénomène, le premier facteur qui concerne l'acculturation, est d’ordre social. Celui-ci s'intéresse au cercle de connaissances du migrant qui influe sur la durée d'acculturation. Si le migrant est entouré, il s'acculture beaucoup plus rapidement qu'un migrant qui vient seul et qui n'a pas de connaissances ou de réseau de connaissances dans la société d'accueil.
Le deuxième facteur s'intéresse à la dimension spatiale. En effet, les distances géographiques entre le pays de départ et le pays d'arrivée peut avoir un impact sur la durée et la complexité de l'acculturation. Par exemple, un migrant venant d'un pays européen s'acculture plus rapidement qu'un migrant venant d'un autre continent ou d'un pays ayant une culture très différente du pays d'accueil. D'ailleurs, les migrants plus proches géographiquement sont perçus par la société d'accueil comme des étrangers « prochain » contrairement aux autres migrants éloignés géographiquement qui sont perçus comme des étrangers « lointains ». L'acculturation pour ces derniers est donc plus longue et complexe et demande un effort plus important.

## Enjeux
Sous l'influence du courant culturaliste, la culture a été (notamment pendant et au début du XIXe siècle) perçue comme une entité bien distincte des autres, bien délimitée par des « frontières ». Dès lors, tout contact d'une culture avec une autre risque d'en altérer la pureté. Dans ce cas, le processus d'acculturation est perçu comme une atteinte à la culture authentique.
En fait, les cultures se construisent au contact des autres et ne sont pas imperméables, isolées par des frontières bien étanches. Il n'y a donc pas de cultures pures et d'autres métissées. Toutes le sont plus ou moins à des degrés divers. L'acculturation est donc un phénomène permanent, continu et non pas occasionnel. C'est même un phénomène universel et constitutif des cultures.
Les cultures dépendent des rapports sociaux qu'entretiennent les hommes entre eux. Or ceux-ci sont souvent des rapports de force. Les différentes cultures vont donc se trouver les unes par rapport aux autres en position de force ou de faiblesse. Mais les groupes socialement les plus forts n'arrivent pas toujours à s'imposer aux groupes les plus faibles. Les cultures sont donc des ensembles en construction permanente, avec des phénomènes de structuration, déstructuration. Il n'y a pas forcément une culture donneuse et une autre receveuse. L'acculturation n'est jamais à sens unique.
Dans ce contexte, comment les populations migrantes peuvent-elles s'intégrer ? Peuvent-elles garder leurs cultures d'origine ? En fait c'est impossible, toute culture transplantée ne peut rester identique à elle-même. Les populations immigrées inventent de nouveaux modèles culturels (comme les Noirs aux États-Unis). Il y a souvent dans un premier temps méfiance ou opposition face à la culture du pays d'accueil, puis adoption d'éléments de cette culture ou au contraire parfois rejet (on parle alors de contre acculturation) pour réaffirmer certains traits de la culture d'origine. Souvent le processus est complexe, fait à la fois de mélanges, réinterprétations, assimilations, etc. On parle alors de syncrétisme qui est le métissage de traits culturels.

## Formes d'acculturation
Roger Bastide, sociologue français, distingue plusieurs types d'acculturation :
- une acculturation spontanée quand les cultures sont en contact libre;
- une acculturation forcée, organisée, imposée par un groupe comme lors de la colonisation ou de l'esclavage par exemple;
- une acculturation planifiée, contrôlée, dans le but de construire à long terme une culture prolétarienne par exemple dans les ex-pays socialistes ou une culture nationale.

Toutefois, Bastide n'est pas le seul à s'être intéressé aux différentes formes d'acculturation. Jean Melville Herskovits en a également identifié d'autres formes :
- Acculturation à travers l'acceptation de la culture proposée ou imposée : il n'est pas question d'adaptation du plus fort au plus faible mais d'une tolérance sélective qui opère un choix parmi les modèles culturels donnés par la culture dominante
- Acculturation à travers l'isolement défensif : esquive de rencontrer la société d'accueil, par certains groupes qui la ressentent comme pouvant être une menace pour leur identité ethnique, ou repli sur eux-mêmes sans même chercher le contact avec l'autre.
- Acculturation à travers la résistance : le contact engendre un violent mouvement d'antagonisme aux valeurs étrangères, comme la révolte des Boxers en Chine au début du XXe siècle.
- Ethnocide : destruction totale d’une culture, qui ne passe donc pas par le processus d'acculturation. Synonyme : déculturation.
- Métissage, miscégénation, tropicalisme et transculturalité : processus de réciprocité et d’échanges entre cultures en contact. Ces divers termes renvoient à une approche intellectuelle des contacts entre groupes humains, qui s'est développée dans le contexte du colonialisme, de la stigmatisation et de l’exclusion.

## Confusions

### Confusion entre acculturation etassimilation
L'assimilation constitue un cas extrême d'acculturation. Elle est la disparition totale de la culture d'un groupe qui s'assimile et qui adopte la culture de l'autre groupe avec lequel il est en contact. On compte d'ailleurs trois autres types d'acculturation, en plus de l'assimilation : l'intégration ou syncrétisation (combinaison entre la culture d'origine et la nouvelle, c'est le métissage culturel), le multiculturalisme ou ségrégation (cohabitation de plusieurs cultures sans qu'il y ait de combinaison ou d'assimilation) et le  communautarisme ou marginalisation (rejet ou refus de la nouvelle culture donc le retour à la culture d'origine par contre-acculturation).

### Confusion entre acculturation etethnocide
L’ethnocide est la destruction systématique de la culture d'un groupe c'est-à-dire l'élimination par tous les moyens non seulement de ses modes de vie, mais aussi de ses modes de pensée. L'ethnocide est donc une déculturation provoquée, programmée. L'acculturation est quant à elle un phénomène consenti.

### Acculturation antagoniste
On peut compléter le concept classique d'acculturation par celui d'acculturation antagoniste mis en évidence par Georges Devereux. Ce concept a d'ailleurs été repris au plan socio historique par Jacques Demorgon qui a montré qu'il conduisait au concept plus englobant et plus opératoire d'interculturation. On pourra se référer, en particulier à L'Interculturation du monde (2000) et à L'histoire interculturelle des sociétés. Une information monde (2002). Ou encore à Complexité des cultures et de l'interculturel. Contre les pensées (2004). Ou enfin à Critique de l'interculturel. L'horizon de la sociologie (2005).
Ces quatre ouvrages sont parus chez Anthropos Economica.